# Шильд, Альфред
Альфре́д Шильд (англ. Alfred Schild, 7 сентября 1921 — 24 мая 1977) — американский физик, известный своим вкладом в развитие «общей теории относительности в её золотой век» (1960—1975).
Альфред Шильд родился в Стамбуле в еврейской семье из Вены, но начальное образование получил в Англии. В начале Второй мировой войны Шильд был интернирован, но позже получил разрешение уехать в Канаду. В 1944 году он стал бакалавром в Университете Торонто, а в 1946 защитил диссертацию под руководством Леопольда Инфельда. Затем Шильд 11 лет работал в Технологическом университете Карнеги, где занимался исследованиями и разработками первых атомных часов.
В 1957 году Шильд перешёл на работу в Техасский университет в Остине, где он стал одним из лидеров группы физиков-релятивистов. В 1959 году совместно с Дж. Л. Сингом Альфред Шильд опубликовал достаточно известный учебник по ОТО, а в 1965 вместе с Керром разработал важное понятие пространства Керра — Шильда. На семинаре 1970 года в Принстонском университете Шильд ввёл конструктивную процедуру арифметизации пространства-времени (отображение времени на числа), называемую лестницей Шильда.
В последние годы жизни Шильд активно протестовал против войны во Вьетнаме. Его личные бумаги находятся в архиве Университета Техаса.

## В популярной культуре
Фантастический роман Грега Игана Лестница Шильда базируется на концепциях, введённых или разработанных Альфредом Шильдом.